# Pacaraima
Pacaraima è un comune del Brasile nello Stato di Roraima, parte della mesoregione del Norte de Roraima e della microregione di Boa Vista.

## Storia
La storia del comune di Pacaraima è legata alla demarcazione del confine con il Venezuela da parte dell'esercito. Ha origine attorno a un portale noto come BV-8 che segnava l'ingresso o l'uscita del paese.
Pacaraima è stata costituita il 17 ottobre 1995 attraverso la segregazione del suo territorio dal comune di Boa Vista, capitale dello stato di Roraima.
L'accesso a Pacaraima avviene attraverso l'autostrada BR-174, che è asfaltata e in buone condizioni. C'è un regolare servizio di autobus da Boa Vista. Pacaraima è collegato alla rete elettrica statale.

## Geografia
Il comune di Pacaraima, con i suoi 920 m di altitudine, è considerato il comune più alto dello stato di Roraima e dell'intera Regione settentrionale del Brasile.

## Turismo
La sua posizione al confine con il Venezuela lo rende un luogo turistico. La regione gode di una temperatura gradevole.
Le sue principali attrazioni sono le montagne circostanti con un gran numero di tepuyes, la riserva indigena di San Marcos e il sito archeologico di Piedra Pintada che contiene iscrizioni e pitture rupestri.

## Gemellaggio
- Santa Elena de Uairén, Bolívar (Venezuela)